# Аннатерапсид
Аннатерапсид (лат. Annatherapsidus petri) — вид позднепермских тероцефалов из северодвинской фауны.
Описан В. П. Амалицким под названием Anna petri — в честь жены ученого Анны Петровны, делившей с мужем все тяготы экспедиционной жизни. Переименован (согласно правилам номенклатуры) Куном в 1961 году.

## Описание
Череп низкий, с широкой длинной мордой, зубы относительно слабые, нижняя челюсть высокая. Клыки округлые в сечении, крючковидные, и могут указывать, вероятно, на рыбный рацион животного. Симфиз нижней челюсти слабо сросшийся, возможно, относительно подвижный. Канал теменного глаза заросший (возможно, исчезал с возрастом). Длина черепа до 20 см, общая длина около 1 м.
Аннатерапсид был обнаружен на Малой Северной Двине близ архангельской деревни Новинки в отложениях Соколковского комплекса, относящихся к самым поздним слоям верхнепермской последовательности. Он близок к тероцефалам-вайтсиидам, но часто выделяется в особое семейство.